# Andrey Aleksandrovich Sukhovetsky
Andrey Aleksandrovich Sukhovetsky (27 tháng 6 năm 1974 – 2 tháng 3 năm 2022) là một vị tướng phục vụ trong quân đội Nga. Ông tử trận trong cuộc tấn công của Nga vào Ukraine năm 2022.

## Tiểu sử
Sukhovetsky sinh ngày 27 tháng 6 năm 1974.  Ông tốt nghiệp Trường Cao đẳng Sĩ quan Phòng không Ryazan vào năm 1995 và ban đầu giữ chức vụ chỉ huy trung đội trước khi dần dần được thăng cấp. Theo tờ Independent mô tả thì ông là một "lính dù được kính trọng". Sukhovetsky từng phục vụ trong các chiến dịch quân sự ở Bắc Kavkaz và chiến đấu ở Abkhazia trong Chiến tranh Nam Ossertia năm 2008. Sukhovetsky sau đó cũng tham gia vào cuộc can thiệp quân sự của Nga vào cuộc nội chiến ở Syria và được vinh danh vì vai trò của mình trong việc sáp nhập bán đảo Krym vào Liên bang Nga năm 2014. Từ năm 2018 đến năm 2021, Sukhovetsky là người lãnh đạo Sư đoàn đổ bộ đường không cận vệ số 7 của quân đội Nga.
Sau khi được thăng làm thiếu tướng, tháng 10 năm 2021, Sukhovetsky được chỉ định làm phó tư lệnh Tập đoàn quân hợp thành 41. Với vai trò này, ông tham chiến trong cuộc tấn công Ukraine của Nga năm 2022, đồng thời giữ vai trò lãnh đạo lực lượng Spetsnaz. Theo các nguồn tin của Ukraine, ông thiệt mạng trong cuộc giao tranh ở Ukraine vào ngày 2 tháng 3. Còn theo một "nguồn tin quân sự" được tờ Independent trích dẫn, Sukhovetsky bị hạ bởi một tay súng bắn tỉa. Cái chết của Sukhovetsky sau đó được một người đại diện của tổ chức Combat Brotherhood xác nhận trên VKontakte. Trong một bài phát biểu sau đó, Tổng thống Nga Vladimir Putin cũng đề cập đến cái chết của ông.